# Oreophryne idenburgensis
Espèce
Statut de conservation UICN

 DD  : Données insuffisantes
Oreophryne idenburgensis est une espèce d'amphibiens de la famille des Microhylidae.

## Répartition
Cette espèce est endémique du centre de province indonésienne de Papouasie en Nouvelle-Guinée occidentale. Elle n'est connue que dans sa localité type, le long de la rivière Idenburg. Elle est présente à environ 2 150 m d'altitude.

## Description
Oreophryne idenburgensis mesure entre 37 et 42 mm.

## Étymologie
Son nom d'espèce, composé de idenburg et du suffixe latin -ensis, « qui vit dans, qui habite », lui a été donné en référence au lieu de sa découverte près de la rivière Idenburg.

## Publication originale
- Zweifel, 1956 : Microhylid frogs from New Guinea, with descriptions of new species. American Museum novitates, no 1766, p. 1-49 (texte intégral).